# 橋本幸治
橋本 幸治（、1936年〈昭和11年〉1月21日 - 2005年〈平成17年〉1月9日）は、日本の映画プロデューサー、元映画監督、東宝映画常務取締役。栃木県足利市出身。

## 来歴
栃木県立足利高校卒業後、早稲田大学文学部に進学し、ロシア文学を専攻。幼少期より映画を愛好し、撮影現場で働くことを志す。
1960年に大学を卒業後、東宝に入社。助監督志望であったが、一般事務に配属される。1961年より製作部演出課の助監督として社長シリーズ、ゴジラシリーズ、黒澤明監督作品などさまざまな作品で活躍する。
この間、監督昇進の話は何度かあったが、新人監督にはアイドル映画など失敗しても支障がないものが当てられるため、自身に合わないものをやってもダメだと考え断っていた。チーフ助監督として参加していた『青春の門』シリーズの3作品目の監督に指名されていたが、原作者五木寛之との調整が難航し、東宝プロデューサーの藤本真澄が発病するなどして、作品自体が立ち消えとなった。同期の助監督らは1970年代には監督としてデビューしていた。
1983年に、『さよならジュピター』にて監督デビューを果たす。続けて『ゴジラ』を監督。こちらは大ヒットしたものの、結果として、この2本の特撮超大作のみがフィルモグラフィに残ることになる。
『ゴジラ』は配給収入17億円のヒットとなったが、目標としていた20億円には届かず、責任を感じ映画監督を辞した。その後、東宝映画製作部に勤務、プロデューサーとなり、後には常務取締役となった。
2005年1月9日に登山中に倒れ、同日心臓疾患で死去。68歳没。

## 人物
社長シリーズに出演した森繁久彌や小林桂樹らは、橋本の監督作2本にも出演している。『ゴジラ』に出演した夏木陽介は、入社当時経理を務めていた橋本が監督であることに違和感を覚えたが、同時にテレビ時代に入ってからの映画業界の変動の激しさを実感したという。
『青春の門』（1975年）や『ゴジラ』（1984年）に出演した田中健は、助監督時代から名チーフであったと評しており、監督時代も上から演技を指示するのではなく、しかし役者に任せきりにもせず、演技をちゃんとみていたと証言している。『ゴジラ』や『八つ墓村』（1996年）に出演した宅麻伸は、橋本について優しく怒った姿を見たことがないと述べており、現場の空気は穏やかであったと述懐している。
橋本と同期で『ゴジラ』では特技監督を務めた中野昭慶は、橋本を真面目な人物と評しており、同作品に登場する三田村総理の実直なキャラクターにその真面目さが色濃く反映されていると解釈している。

## 代表作

### 助監督
- 『キングコング対ゴジラ』（1962年）[6]
- 『にっぽん実話時代』（1963年）
- 『三大怪獣 地球最大の決戦』（1964年）[6]
- 『フランケンシュタイン対地底怪獣』（1965年）[6]
- 『怪獣大戦争』（1965年）[6]
- 『クレージーだよ奇想天外』（1966年）
- 『緯度0大作戦』（1968年）[6]
- 『ゴジラ・ミニラ・ガバラ オール怪獣大進撃』（1969年）[6]
- 『どですかでん』（1970年）
- 『昭和ひとけた社長対ふたけた社員』（1971年）
- 『昭和ひとけた社長対ふたけた社員 月月火水木金金』（1971年）
- 『忍ぶ糸』（1973年）
- 『日本沈没』（1973年）
- 『青春の門』（1975年）[8]
- 『続・人間革命』（1976年）
- 『病院坂の首縊りの家』（1979年）
- 『地震列島』（1980年）
- 『連合艦隊』（1981年）
- 『グッドラックLOVE』（1981年）
- 『ハイティーン・ブギ』（1982年）

### 監督
- 『さよならジュピター』（1984年）[5][3]
- 『ゴジラ』（1984年）[5][3]

### プロデュース作品
- 『君は僕をスキになる』（1989年）
- 『ひめゆりの塔』（1995年）
- 『八つ墓村』（1996年）[9]

## 出演
- DVD『ゴジラ・ミニラ・ガバラ オール怪獣大進撃』音声特典オーディオコメンタリー
- DVD『日本沈没』音声特典オーディオコメンタリー